# 自然と人生と愛
『自然と人生と愛』（しぜんとじんせいとあい、チェコ語：Příroda, Život a láska ）は、アントニン・ドヴォルザークが作曲した演奏会用序曲の3部作。『自然の中で』（V přírodě ）作品91（B168）、『謝肉祭』（Karnaval ）作品92（B169）、『オセロ』（Othello ）作品93（B170）の3曲からなり、いずれも序曲とされているものの、3曲まとめて演奏することを意図して作曲されており、一種の組曲と見ることもできる。
3曲の中では『謝肉祭』がとりわけ有名であり単独で演奏されることが多い。3曲をまとめて演奏することは、ドヴォルザークの故国チェコでもあまり多くない。

## 概要
作曲は、『自然の中で』が1891年3月31日から7月8日まで、『謝肉祭』は同年7月28日から9月12日までかけて行われ、それぞれケンブリッジ大学とプラハ大学の名誉博士号授与の返礼として献呈された。『オセロ』は1891年11月に着手し、翌1892年1月18日に完成した。
各曲の題名については完成後も様々な案の間で迷っており、リストやスメタナの交響詩のように標題の内容を具体的に描く楽曲とは性格を異にしている。
初演は3部作をまとめて、1892年4月28日にプラハのルドルフィヌム（芸術家の家）において、ドヴォルザーク自身が国民劇場管弦楽団を指揮して行われた。
出版は1894年にジムロック社から行われた。当初はまとめて作品91とするはずであったが、結局異なる作品番号を付けて出版された。

## 編成
ピッコロ（『謝肉祭』で1、『オセロ』で第1フルートが持ち替え）、フルート2、オーボエ2、コーラングレ、クラリネット2、バス・クラリネット（『自然の中で』のみ）、ファゴット2、ホルン4、トランペット2、トロンボーン3、チューバ、ティンパニ、タンブリン（『謝肉祭』のみ）、トライアングル（『オセロ』を除く）、シンバル、大太鼓（『オセロ』のみ）、ハープ（『自然の中で』を除く）、弦五部

## 作品構成
前記の通り、以下に列挙する3曲で構成されている。演奏所要時間は、第1曲『自然の中で』は約13分、第2曲『謝肉祭』は約10分、第3曲『オセロ』は約17分で、全3曲の合計所要時間は約40分。

### 『自然の中で』作品91
『自然の王国で』の題名も用いられるが、これは英語訳からの重訳である。「孤独の中で」「夏の夜」などの題名も考えられていた。
アレグロ・マ・ノン・トロッポ、ヘ長調、4分の6拍子。2小節の序奏とエピローグを伴ったソナタ形式。第1主題は自然を表す主題で、後の2曲にも用いられて全曲を統一する。静かに始まって静かに終わる。

### 『謝肉祭』作品92
アレグロ、イ長調、2分の2拍子。自由なソナタ形式。前曲とは対照的に華々しく始まって華々しく終わる。

### 『オセロ』作品93
最終的にシェイクスピアの戯曲『オセロー』から題名が採られたが、「悲劇的」「エロイカ」といった題名も考えられていた。
レント、嬰ヘ短調、4分の4拍子の序奏と、アレグロ・コン・ブリオ、嬰ヘ短調、4分の3拍子の主部からなる自由なソナタ形式。